# Rogoźnik (Petite-Pologne)
Pour les articles homonymes, voir Rogoźnik.
Rogoźnik est une localité polonaise de la gmina et du powiat de Nowy Targ en voïvodie de Petite-Pologne.